# In My Defense
In My Defense es el segundo álbum de estudio de la rapera australiana Iggy Azalea. Fue lanzado el 19 de julio de 2019 a través de Bad Dream Records y Empire Distribution. El primer sencillo del álbum, «Sally Walker», fue lanzado el 15 de marzo de 2019, seguido por un segundo sencillo, «Started», el 3 de mayo de 2019. «Just Wanna» fue lanzada como sencillo promocional el 28 de junio de 2019. El lanzamiento del álbum fue acompañado por un tercer sencillo, «Fuck It Up», en colaboración de la rapera estadounidense Kash Doll.
J. White Did It realizó la producción ejecutiva del álbum al igual que se encargó del manejo de la producción de la mayoría de sus canciones, con la ayuda de Smash David, Go Grizzly y Rico Beats.

## Antecedentes
A principios de 2016, Azalea lanzó «Team», el sencillo principal previsto de su segundo álbum de estudio, anteriormente titulado Digital Distortion. Algunas otras canciones fueron lanzadas a lo largo de 2016, 2017 y 2018, incluidos los sencillos «Mo Bounce», «Switch» y «Savior». A finales de 2017, Azalea anunció que el álbum había sido cancelado por completo y que estaba trabajando en un nuevo álbum. Poco después, se anunció que había firmado con Island Records. Para mediados de 2018, Azalea lanzó el extended play para Survive the Summer, del cual se desprendió el sencillo «Kream», en colaboración con Tyga. Varios meses después del lanzamiento del EP, Azalea anunció que había dejado Island Records y se había convertido en una artista independiente sin sello.
En agosto de 2018, Azalea expresó su Twitter la anticipación por grabar su álbum. En noviembre, Azalea firmó un acuerdo de distribución multimillonario con Empire Distribution después de su salida de Island Records. En febrero de 2019 Azalea anunció el lanzamiento del primer sencillo, «Sally Walker», lanzado el 15 de marzo de 2019. El segundo sencillo «Started» se lanzó junto con su video musical el 3 de mayo de 2019. El 28 de junio de 2019, «Just Wanna» fue lanzado como un sencillo promocional junto con el pedido anticipado del álbum. «Fuck It Up» en colaboración con la rapera estadounidense Kash Doll fue lanzada como tercer sencillo el día de lanzamiento del álbum.

## Recepción crítica
In My Defense recibió críticas negativas de los críticos de música, en el recopilador de críticas, Metacritic, el álbum recibió un 39 de 100, lo que indica «críticas generalmente desfavorables» basado en 4 críticas. Mike Neid de Idolator, declaró: «Es una diversión estridente y no arrepentida. Una caída solo proporcionaría un poco más de profundidad». Craig Jenkins de Vulture declaró «In My Defense es un divertido seguimiento de las frustraciones de la era de Digital Distirtion porque el título y la portada son artimañas... Es una mejora con respecto al EP del año pasado [Survive the Summer]. Azalea parece tener el control de su carrera por primera vez en mucho tiempo. No todos en el juego pueden decir mismo». Nicolas Tyrell de la revista Clash elogió su mejora en general, «Azalea ha mejorado tanto en su flujo como en la narración de historias en su tiempo fuera de la corriente principal», pero señaló que el álbum en su conjunto «se entrega como un proyecto que ella piensa que queremos escuchar, en lugar de lo que realmente tiene en mente».
En una crítica negativa, Dani Blum de Pitchfork escribió «el álbum está repleto de aproximaciones de dibujos animados de lo que ella cree que debería sonar una canción de rap: escalofríos de bajo, ocasionales 'skrrrt', libs locas de marcas de diseñadores y fluidos corporales. Muchos suenan como imitaciones directas de los raperos que admira», y criticó que el álbum en su conjunto sea «Azalea llenando sus canciones con frases que suenan como títulos de marca en Instagram». Elogió a «Sally Walker» como la mejor canción del álbum; sin embargo, describió «Freak of the Week» como «una canción rechazada por Megan Thee Stallion».

## Lista de canciones
Adaptada para Apple Music y Tidal.

| In My Defense |                                       |                                         |                          |          |  |
| N.º           | Título                                | Escritor(es)                            | Productor(es)            | Duración |  |
| 1.            | «Thanks I Get»                        | Amethyst Kelly                          | J. White Did It          | 2:34     |  |
| 2.            | «Clap Back»                           | Kelly                                   | J. White Did It          | 3:28     |  |
| 3.            | «Sally Walker»                        | Kelly y White                           | J. White Did It          | 2:58     |  |
| 4.            | «Hoemita» (junto a Lil Yachty)        | Kelly y Miles McCollum                  | J. White Did It          | 3:03     |  |
| 5.            | «Started»                             | Kelly y Ronny Wright                    | J. White Did It          | 3:06     |  |
| 6.            | «Spend It»                            | Kelly                                   | J. White Did It          | 3:12     |  |
| 7.            | «Fuck It Up» (junto a Kash Doll)      | Kelly y Arkeisha Knight                 | J. White Did It          | 2:51     |  |
| 8.            | «Big Bag» (junto a Stini)             | Kelly, Kevin Price y Samuel Jimenez     | Go Grizzly y Smash David | 2:49     |  |
| 9.            | «Comme des Garçons»                   | Kelly y Ricardo Lamarre                 | Rico Beats               | 3:39     |  |
| 10.           | «Freak of the Week» (junto a Juicy J) | Kelly, Jordan Houston y Paul Beauregard | J. White Did It          | 3:12     |  |
| 11.           | «Just Wanna»                          | Kelly                                   | J. White Did It          | 2:47     |  |
| 12.           | «Pussy Pop»                           | Kelly                                   | J. White Did It          | 1:53     |  |
| 35:32         |                                       |                                         |                          |          |  |

Samples
- «Freak of the Week» contiene elementos de «Slob On My Knob» de Tear Da Club Up Thugs, escrita por Jordan Houston y Paul Beauregard.[25]

## Personal
Créditos adaptados para Tidal.
Presentación
- Iggy Azalea - artista principal
- Lil Yachty - artista invitado (pista 4)
- Kash Doll - artista invitado (pista 7)
- Stini - artista invitado (pista 8)
- Juicy J - artista invitado (pista 10)

Producción
- J. White Did It - producción ejecutiva, producción (pistas 1–7, 10–12)
- Go Grizzly - producción (pista 8)
- Smash David - producción (pista 8)
- Rico Beats - producción (pista 9)

## Posicionamiento en listas
| Lista (2019)                            | Mejor posición |
| --------------------------------------- | -------------- |
| Australia (ARIA)                        | 52             |
| Australia Urban (ARIA)                  | 18             |
| Bélgica (Ultratop valona)               | 137            |
| Estados Unidos (Billboard 200)          | 50             |
| Estados Unidos (Independent Albums)     | 6              |
| Estados Unidos (Top R&B/Hip-Hop Albums) | 25             |
| Estados Unidos Rolling Stone 200        | 22             |
| Irlanda Independent Albums (IRMA)       | 13             |
| Reino Unido (UK Album Downloads)        | 36             |
| Reino Unido (UK Independent Albums)     | 35             |
| Reino Unido (UK R&B Albums)             | 7              |

## Historial de lanzamiento
| Región | Fecha                | Formato                     | Discográfica       | Ref.   |
| ------ | -------------------- | --------------------------- | ------------------ | ------ |
| Varios | 19 de julio de 2019  | Descarga digital, Streaming | Bad Dreams Records | [ 24 ] |
| Varios | 2 de agosto de 2019  | CD                          | Bad Dreams Records | [ 37 ] |
| Varios | 26 de agosto de 2019 | Casete, LP                  | Bad Dreams Records | [ 38 ] |